# Necropoli di S'Isterridolzu
La necropoli di S'Isterridolzu è un sito archeologico prenuragico situato nel territorio di Ossi, in provincia di Sassari.

## Descrizione
Il sito si trova su un'area pianeggiante a 360 m sul livello del mare ed è composto da 9 domus de janas, tombe ipogeiche risalenti al Neolitico recente.
Al suo interno sono stati rinvenuti oggetti di cultura materiale ascrivibili alla cultura di Ozieri, alla cultura del vaso campaniforme e alla cultura di Bonnanaro del bronzo antico, mente non sono attestate le culture di Abealzu-Filigosa e Monte Claro dell'eneolitico antico e medio.